# Никон (Белавенец)
Иеромона́х Ни́кон (в миру Сергей Владимирович Бела́венец; 1 июля 1964, Москва) — священнослужитель Русской православной церкви, клирик Александровской епархии, эконом мужского монастыря Смоленская Зосимова пустынь в Владимирской области; российский церковно-общественный деятель, монархист-легитимист, духовник движения «За Веру и Отечество» (2001—2016).

## Биография
Представитель дворянских родов Левачёвых и Белавенцев. Внук шахматиста Сергея Всеволодовича Белавенца (1910—1942).
В 1981—1982 годах работал в Книжной палате. В 1982—1986 годах учился в Московском автодорожном институте, из которого был отчислен.
В 1988 году поступил в Московскую духовную семинарию (окончил в 1996 году) и начал работать в издательском отделе Московского патриархата; одновременно был иподиаконом председателя издательского отдела митрополита Питирима (Нечаева) и его референтом. Был редактором, а с 4 сентября 1991 года — заместителем главного редактора «Московского церковного вестника».
23 апреля 1992 года принял монашеский постриг с именем Никон. 22 апреля того же года в Храме Воскресения Словущего города Москвы состоялось его рукоположение во иеродиакона, которое проводил митрополит Питирим, а 23 апреля он был рукоположен во иеромонаха.
В июле 1992 года был назначен настоятелем Троицкого храма в селе Язвище Волоколамского района, который получил статус подворья Иосифо-Волоцкого монастыря.
В сентябре — октябре 1993 года находился в здании Верховного Совета РСФСР — вплоть до утра 4 октября 1993 года.
Был почислен за штат в декабре 1999 года.
С декабря 1998 года лидер, а с 2001 года — духовник политического общественного движения «За веру и Отечество», имеющего монархическую ориентацию (руководитель — К. Р. Касимовский).
По сообщениям СМИ, друг Дмитрия Рогозина и духовник лидера Народной национальной партии А. К. Иванова-Сухаревского, а также духовный наставник бразильского музыканта Макса Кавалеры. Друг лидера группы «Коррозия металла» Сергея «Паука» Троицкого; принимал участие в проводимых им мероприятиях.
Выступал за переименование станции метро «Войковская», канонизацию императора Павла I, а также за реабилитацию адмирала А. В. Колчака, генерала П. Н. Краснова и генерала А. А. Власова. В июне 2007 года подписал обращение с критикой Обращения епископа Чукотского Диомида (Дзюбана).
В ноябре 2009 года в интервью газете «Завтра» заявил, среди прочего: «Сегодня Великая Княгиня Мария Владимировна является символом единства народов России».
Член Малого административного совета Российского дворянского собрания. С 2001 по 2005 год член Руководящего центра движения «За веру и Отечество». С 2007 года член редколлегии общероссийской православно-монархической газеты «Царский вестник» (Самара).
27 августа 2012 года возвращён в штат духовенства Московской епархии и до ноября 2021 года был ризничим при храме Живоначальной Троицы у Салтыкова моста в Москве.
С 12 сентября 2013 года является духовным попечителем Московского отделения МО "МОТОБРАТИЯ ВО ХРИСТЕ".
В феврале 2016 сложил с себя полномочия духовника движения по просьбе Главы Российского Императорского Дома (РИД) кн. Марии Владимировны, обратившейся к нему с просьбой сосредоточиться на работе советника директора канцелярии РИД.

## Публикации
- Готовясь к юбилею // Журнал Московской Патриархии. 1989. — № 5. — С. 24.
- Праздник освящения [храма во имя Архистратига Божия Михаила в Москве] // Журнал Московской Патриархии. 1989. — № 6. — С. 14-15.
- Памяти Патриарха Пимена // Журнал Московской Патриархии. 1991. — № 9. — С. 29-32.
- Годовщина интронизации Святейшего Патриарха Алексия II // Журнал Московской Патриархии. 1991. — № 10. — С. 16-17.
- Братский визит к Предстоятелям Александрийской и Антиохийской Поместных Церквей // Журнал Московской Патриархии. 1992. — № 2. — С. 2-6.
- «Дедушка» (субъективные заметки «сергианина» к 50-летию со дня кончины Святейшего Патриарха Сергия) // Журнал Московской Патриархии. 1994. — № 5. — С. 118—121.
- Он сердцем понимал проблемы церковной жизни. Воспоминания о митрополите Волоколамском и Юрьевском Питириме (Нечаеве) Архивная копия от 9 июля 2021 на Wayback Machine // Журнал Московской Патриархии. 2013. — № 10. — C. 102—105

## Награды
Награды Российского Императорского Дома
- Императорский Военный Орден Святителя Николая Чудотворца, II степени
- Знак с вензелевым изображением имени Главы Российского Императорского Дома I и II степени

Церковные награды
- Орден Почаевской иконы Божией Матери (Украинская православная церковь Московского патриархата)
- Орден Святого Марка, III степени (Александрийская православная церковь)
- Командор Ордена Святых Апостолов Петра и Павла (Антиохийская православная церковь)

Прочие награды 
- Орден Почёта (Приднестровская Молдавская Республика, 2009)[22]
- Юбилейная медаль «20 лет Приднестровской Молдавской Республике» (2010)
- Юбилейная медаль «600 лет города Бендеры» (2009)
- Почётная медаль «В память создания Союза потомков Российского Дворянства — Российского Дворянского Собрания»
- Почётный памятный знак «Орден Великого князя Сергея Александровича» (4 июня 2015 года, Императорское православное палестинское общество)[23].
- Почётная грамота Государственной Думы (2014 год)[24]